# ذبيبينة سوقديانية
ذبيبينة سوقديانية (الاسم العلمي:Moluccella sogdiana) هي نوع من النباتات يتبع جنس الذبيبينة من الفصيلة الشفوية. سمي هذا النوع نسبة إلى منطقة سوقديانا.